# زجاج مسنفر

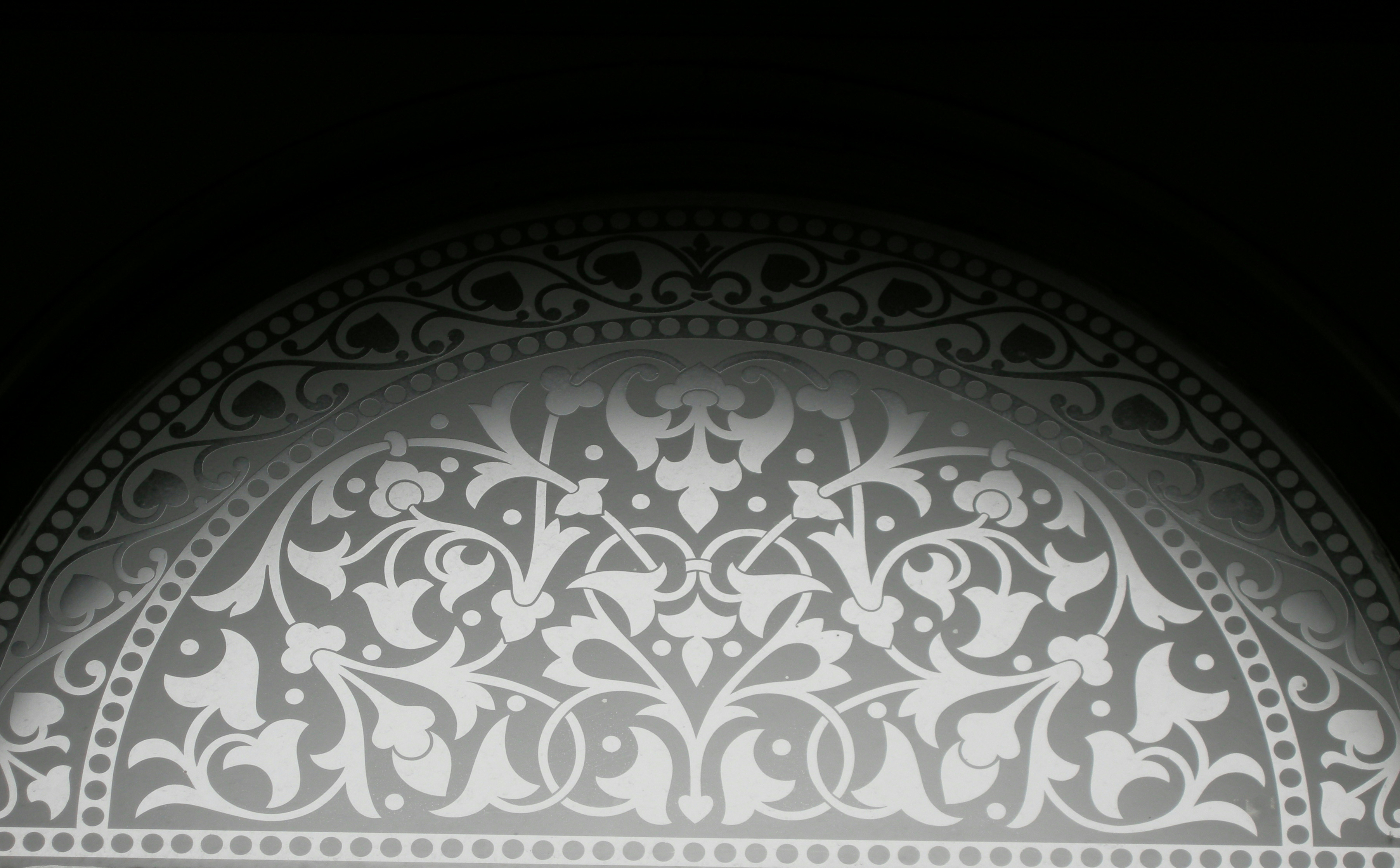
زجاج مسنفر عام 1867 في متحف بانكفيلد

الزجاج المسنفر (بالإنجليزية: Frosted glass)‏ ينتج عن الزجاج الصافي بالسفع الرملي (Sandblasting) أو التخريش بالحمض. وله خاصية جعل الزجاج شفافا عن طريق تبعثر الضوء عند انتقاله عبر هذا الزجاج وبذلك يجعل الصور غير واضحة وضبابية في حين يبقى ناقلا للضوء.

## التطبيقات
- الخصول على ضبابية للرؤية مع قدرته على تمرير الضوء.
- نماذج تزيينية: تغطى الأجزاء المرغوبة بالشمع أو أي مادة مقاومة أخرى أثناء عملية السفع الرملي أو التخريش.
- يستخدم الزجاج المسنفر في المصابيح الضوئية لتوزيع الضوء الصادر عن شعيرة المصباح.